# Agustín Delgado
Agustín Delgado   (Ambuquí, 23 de desembre de 1974) és un exfutbolista equatorià de la dècada de 1990.
Fou 71 cops internacional amb la selecció de l'Equador amb la qual participà en el Mundial de 2002 i 2006.
Pel que fa a clubs, defensà els colors del CD Espoli, el Barcelona SC, El Nacional, Necaxa, Southampton FC, UNAM i LDU Quito, entre d'altres.
A les eleccions de 2013, Delgado fou escollit membre de l'Assemblea Nacional per la Província d'Imbabura.